# 하기와라 야스히로
하기와라 야스히로(일본어: 萩原 康弘, 1947년 11월 17일 ~ )는 일본의 전 프로 야구 선수이다. 가나가와현 요코하마시 가나가와구 출신이며 현역 시절 포지션은 외야수였다.

## 인물

### 프로 입단 전
에바라 고등학교(현: 일본체육대학 에바라 고등학교) 3학년 때인 1965년에 1루수로서 춘계 선발 대회(제37회 선발 고등학교 야구 대회)에 출전했다. 2차전에서 후쿠시마 히사아키, 나가이 시게오 등이 소속된 PL가쿠엔 고등학교에게 패했다. 같은 해에 열린 하계 고시엔 대회 도쿄도 예선에서 준결승전 상대인 니혼 대학 제2 고등학교에게 져서 고시엔 대회 출전을 놓쳤다. 고교 동기로는 중견수로 활약하여 훗날 프로에서 동료가 되는 하라다 하루아키가 있다.
고교 졸업 후 주오 대학에 진학하여 도토 대학 리그에서는 1루수, 좌익수로 활약했다. 1967년 춘계 리그에서는 팀내 에이스 미야모토 유키노부의 호투에 힘입어 우승을 이끌었다. 직후에 개최된 전일본 대학 야구 선수권 대회에서도 결승전 상대이자 후지와라 마코토를 앞세운 게이오기주쿠 대학을 누르고 대회 첫 우승을 경험했다. 같은 해 추계 리그에서는 베스트 나인(외야수 부문)에 선정됐다. 리그 통산 85경기에 출전하여 250타수 68안타, 타율 0.272, 1홈런, 24타점을 기록했다. 대학 동기로는 미나가와 야스오, 스에나가 마사아키, 고시엔 대회에서 맞붙은 나가이 시게오가 있었다.

### 프로 야구 선수 시절
1969년 가을에 요미우리 자이언츠로부터 드래프트 3순위 지명을 받고 입단했다. 당시 요미우리는 다카다 시게루, 시바타 이사오, 스에쓰구 다미오 등의 강력한 외야진을 구성하고 있었지만, 1971년 시즌 전반기에는 스에쓰구를 대신해서 우익수로 기용됐다. 그 해 28경기에 선발 출전했지만 타율이 좀처럼 오르지 않은데다가 후반기에 부진이 계속되는 등 극심한 슬럼프를 겪게 되면서 팀의 주전 경쟁에서 점점 멀어졌다. 그 후엔 주로 대타나 백업 외야수로서 출전했다.
1975년 12월에 오마타 스스무와의 맞트레이드로 히로시마 도요 카프에 이적했다. 이듬해 1976년에는 31경기에 선발 출전하여 타율 0.341의 좋은 기록을 남겼을 뿐만 아니라 이후에도 외야수, 1루수로 오랫동안 준주전으로서 활약했다. 1979년부터 리그 연패에 기여했고 긴테쓰 버펄로스와 맞붙은 일본 시리즈에서도 주로 대타로 연속해서 출전한 바 있다. 1980년에는 개인 최다 기록인 88경기에 출전했고 같은 해 일본 시리즈에서는 4차전에 좌익수로 선발 출전했지만 이렇다할 활약은 없었다.
1982년 시즌 종료 후 방출 통보를 받았고 야쿠르트 스왈로스에 이적했다. 이듬해 1983년에는 10경기에 출전했지만 무안타에 그쳤고 그 해를 끝으로 현역에서 은퇴했다.

### 그 후
은퇴 후에는 도쿄도 도시마구 메지로에 있는 카페 ‘HAGI’를 운영하고 있다. 또 마스터스 리그의 삿포로 앰비셔스에 소속하여 활약했다.

## 에피소드
- 프로에서는 수비와 주루에 어려움이 있어서 팀내 주전 획득에는 이르지 못했지만 강인한 승부력을 인정받아 좌완 대타 ‘비장의 카드’로 자주 기용됐다. 특히 요미우리 시절이던 1973년 10월 11일 고라쿠엔 구장에서 열린 한신 타이거스와의 1위 공방전에서 당시 한신의 에이스였던 우에다 지로에게서 대타 역전 3점 홈런을 날린(결과는 무승부) 것으로 이름이 알려졌다.
- 현역 시절 별명은 ‘도깨비’(オバケ)였다. 별명의 유래는 두 가지가 있는데 첫 번째는 신인 시절 배트 스윙에 속도가 없어서 그런지 당시 아라카와 히로시 코치로부터 ‘도깨비가 방망이를 휘두르고 있는 것 같다’라고 평가받은 것과 두 번째는 괴담 이야기를 워낙 잘해서 그 이야기를 들은 동료 선수가 너무 겁에 질린 나머지 끝내 기절할 정도였다는 유래가 있다.[2]

## 상세 정보

### 출신 학교
- 에바라 고등학교
- 주오 대학

### 선수 경력
- 요미우리 자이언츠(1970년 ~ 1975년)
- 히로시마 도요 카프(1976년 ~ 1982년)
- 야쿠르트 스왈로스(1983년)

### 등번호
- 32(1970년 ~ 1975년)
- 28(1976년 ~ 1982년)
- 23(1983년)

### 연도별 타격 성적
| 연 도       | 소 속       | 경 기 | 타 석 | 타 수 | 득 점 | 안 타 | 2 루 타 | 3 루 타 | 홈 런 | 루 타 | 타 점 | 도 루 | 도 루 자 | 희 생 번 | 희 생 플 | 볼 넷 | 고 4 | 사 구 | 삼 진 | 병 살 타 | 타 율 | 출 루 율 | 장 타 율 | O P S |
| ----------- | ----------- | ----- | ----- | ----- | ----- | ----- | ------- | ------- | ----- | ----- | ----- | ----- | -------- | -------- | -------- | ----- | ---- | ----- | ----- | -------- | ----- | -------- | -------- | ----- |
| 1970년      | 요미우리    | 42    | 56    | 52    | 3     | 11    | 2       | 0       | 1     | 16    | 5     | 0     | 1        | 1        | 0        | 3     | 1    | 0     | 5     | 0        | .212  | .255     | .308     | .562  |
| 1971년      | 요미우리    | 58    | 123   | 107   | 10    | 22    | 2       | 1       | 1     | 29    | 13    | 2     | 1        | 3        | 3        | 10    | 1    | 0     | 16    | 0        | .206  | .267     | .271     | .538  |
| 1972년      | 요미우리    | 45    | 58    | 46    | 7     | 10    | 2       | 0       | 2     | 18    | 9     | 1     | 0        | 0        | 1        | 9     | 1    | 2     | 3     | 0        | .217  | .362     | .391     | .753  |
| 1973년      | 요미우리    | 38    | 41    | 36    | 4     | 7     | 0       | 0       | 2     | 13    | 4     | 0     | 0        | 1        | 0        | 4     | 0    | 0     | 4     | 0        | .194  | .275     | .361     | .636  |
| 1974년      | 요미우리    | 18    | 15    | 13    | 2     | 1     | 1       | 0       | 0     | 2     | 1     | 0     | 1        | 0        | 0        | 2     | 0    | 0     | 4     | 0        | .077  | .200     | .154     | .354  |
| 1975년      | 요미우리    | 71    | 68    | 60    | 0     | 14    | 2       | 0       | 0     | 16    | 4     | 0     | 0        | 1        | 0        | 7     | 0    | 0     | 8     | 0        | .233  | .313     | .267     | .580  |
| 1976년      | 히로시마    | 63    | 144   | 129   | 16    | 44    | 5       | 3       | 3     | 64    | 17    | 1     | 1        | 1        | 1        | 12    | 0    | 1     | 15    | 1        | .341  | .399     | .496     | .895  |
| 1977년      | 히로시마    | 52    | 90    | 79    | 9     | 18    | 5       | 2       | 0     | 27    | 5     | 0     | 0        | 2        | 0        | 9     | 0    | 0     | 5     | 3        | .228  | .307     | .342     | .649  |
| 1978년      | 히로시마    | 52    | 56    | 46    | 7     | 16    | 1       | 0       | 1     | 20    | 11    | 0     | 1        | 0        | 0        | 10    | 1    | 0     | 3     | 0        | .348  | .464     | .435     | .899  |
| 1979년      | 히로시마    | 72    | 101   | 90    | 13    | 22    | 2       | 1       | 2     | 32    | 15    | 1     | 0        | 1        | 1        | 8     | 0    | 1     | 17    | 2        | .244  | .310     | .356     | .666  |
| 1980년      | 히로시마    | 88    | 154   | 124   | 17    | 33    | 2       | 3       | 7     | 62    | 22    | 0     | 0        | 2        | 1        | 27    | 5    | 0     | 15    | 2        | .266  | .395     | .500     | .895  |
| 1981년      | 히로시마    | 70    | 106   | 91    | 7     | 15    | 2       | 0       | 1     | 20    | 8     | 0     | 0        | 0        | 2        | 13    | 0    | 0     | 11    | 4        | .165  | .264     | .220     | .484  |
| 1982년      | 히로시마    | 28    | 34    | 29    | 1     | 4     | 1       | 0       | 0     | 5     | 0     | 0     | 0        | 0        | 0        | 5     | 0    | 0     | 4     | 0        | .138  | .265     | .172     | .437  |
| 1983년      | 야쿠르트    | 10    | 9     | 8     | 0     | 0     | 0       | 0       | 0     | 0     | 0     | 0     | 0        | 0        | 0        | 1     | 0    | 0     | 0     | 0        | .000  | .111     | .000     | .111  |
| 통산 : 14년 | 통산 : 14년 | 707   | 1055  | 910   | 96    | 217   | 27      | 10      | 20    | 324   | 114   | 5     | 5        | 12       | 9        | 120   | 9    | 4     | 110   | 12       | .238  | .327     | .356     | .683  |